# Olsenbanden møter Kongen & Knekten
Olsenbanden møter Kongen og Knekten, deutscher Festivaltitel: Die Olsenbande trifft König & Knappe, ist der fünfte Film aus der Filmreihe der Olsenbande (Norwegen). Seine Erstaufführung erfolgte am 15. August 1974 im Colosseum-Kino und im  Soria-Moria-Kino in Oslo. Die norwegische Kriminalkomödie von Knut Bohwim ist eine Neuverfilmung nach der Vorlage des dänischen Filmes Die Olsenbande und ihr großer Coup.

## Handlung

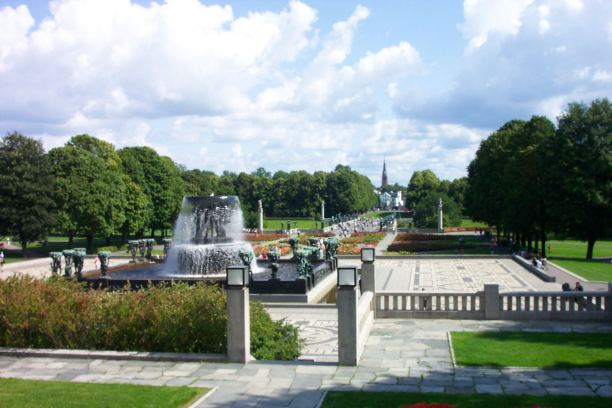
Benny und Kjell müssen sich nach dem misslungenen Coup vor dem bestohlenen Kaufmann in einem Springbrunnen im Vigeland-Skulpturenpark des Frognerparks verstecken.

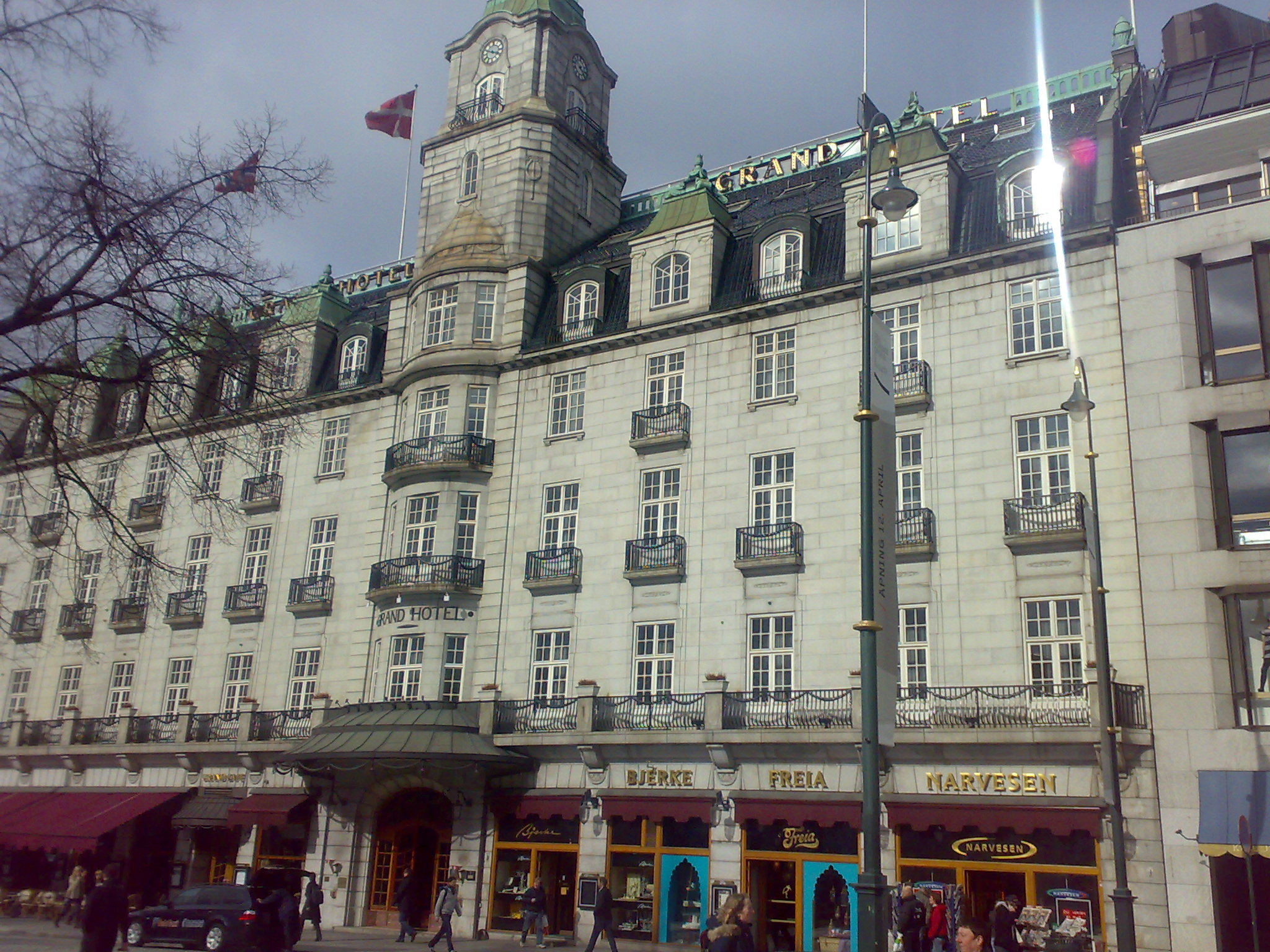
Im Osloer Grand-Hotel quartieren sich der König und der Knappe mit der Beute der Olsenbande in der Royal Suite ein.

Egon hat einen Plan für einen todsicheren Einbruch in einem vornehmen Wohngebiet. Egon und Benny steigen dort durch das Fenster in die Wohnung eines erfolgreichen Anwalts ein, während gerade im Fernsehen ein Fußballspiel der norwegischen Nationalmannschaft gegen Schweden mit einem augenscheinlich parteiischen Schiedsrichter, der auch noch Däne ist, übertragen wird. Der Anwalt und seine Frau sind so gefesselt von dem Spiel, dass sie nicht bemerken, wie Egon ihr wertvolles Tafelsilber einsackt und zu Kjell hinunterlässt, der vor dem Haus wartet. Dennoch endet der Coup für die Olsenbande doppelt erfolglos: Der Sack mit der Beute wird Kjell von zwei Konkurrenten der Olsenbande, dem „König“ (Kongen) und dem „Knappen“ (Knekten), abgenommen; und nach einer Bildstörung im Fernsehen bemerkt der Anwalt Egon, der daraufhin wieder verhaftet wird. Egon Olsen kommt wieder ins Osloer Botsfengselet.
Nach seiner Haftentlassung erklärt Egon Benny und Kjell seinen neuen Plan: Er will einen Geldtransport um vier Millionen Kronen erleichtern. Der gepanzerte Geldtransporter wird von einer Polizeieskorte begleitet, so dass es eigentlich schier unmöglich erscheint, diesen auszurauben. Gemeinsam mit Basse gelingt Egons Plan jedoch tadellos. In Kjells Wohnung entflammen zwischen Benny, Kjell und Valborg hitzige Diskussionen über die Verwendung des Geldes. Valborg braucht es für Basses bevorstehende Konfirmation. Egon jedoch will von all diesen Diskussionen nichts wissen und beschließt daher, das Geld erst einmal zu verstecken. Gemeinsam mit Kjell und Benny besucht er ein Freibad, wo er den Geldkoffer dem Bademeister zur Aufbewahrung übergibt. Dabei wird die Olsenbande von Jenny, der schönen Schwester des Knappen, beobachtet.
Einige Zeit später können Egon, Benny, Kjell und Valborg während eines Bummels durch die Innenstadt beobachten, wie der König, der Knappe und Jenny in einer Luxuslimousine vor dem Osloer Grand-Hotel vorfahren. Als Benny in Jenny „die Kleine aus dem Schwimmbad“ wiedererkennt, keimt in Egon ein furchtbarer Verdacht. Ein neuerlicher Besuch im Freibad bringt Gewissheit: Das Geld wurde gestohlen.
In der Bande macht sich große Niedergeschlagenheit breit. Benny und Kjell versuchen einen Lebensmittelladen auszurauben, was aber durch ein Missgeschick von Kjell leider schiefgeht. Bei ihrer Flucht aus dem Kaufmannsladen müssen sie sich in einem Springbrunnen im Frognerpark verstecken, um dann als begossene Pudel mit ihrer einzigen Beute, einer Dose Fischklößchen, nach Hause zu kommen. Egon hingegen spioniert dem König hinterher und beobachtet, wie dieser den Geldkoffer im Tresor einer Bank deponiert. Er gibt der Polizei einen anonymen Hinweis, woraufhin Kriminalkommissar Hermansen den Koffer aus dem Tresor der Bank holt. Egon gelingt es jedoch, ihn mit einem falschen Koffer zu vertauschen, der nur wertlose Telefonbücher enthält. Der neue Polizeichef, der mit Bedacht auf die öffentliche Wirkung der Polizei achtet, hat inzwischen eilig eine Pressekonferenz anberaumt. Als er vor laufenden Fernsehkameras den Koffer öffnet, macht er sich damit zum Gespött der Öffentlichkeit. Egon hatte ebenfalls zuvor den König und den Knappen im Grand Hotel angerufen, damit sie diese Pressekonferenz sehen können und bemerken, dass sie keine Millionäre mehr sind. Der König erkennt sofort, wer dahinter steckt: „Olsen“. Darauf schickt er den Knappen zu dem Domizil der Olsenbande in Kjells Wohnung. Unterdessen sucht Hermansen – nachdem ein Bankangestellter Egon in der Verbrecherkartei wiedererkannt hat – Kjells Wohnung auf und gerät bei einer Durchsuchung mit der Nachbarin aneinander. Er erfährt von der Nachbarin, dass die Olsenbande sich nach Mallorca absetzen will und informiert darüber seinen Chef, dass er jetzt die Verantwortlichen des Geldraubes endlich habe. Der Polizeichef lädt die Presse diesmal direkt zum Flughafen  ein, um sich wieder in ein gutes Licht zu bringen. Nachdem die Olsenbande verhaftet und gründlich durchsucht worden ist, blamiert sich die Polizei wieder vor der Presse. Der Polizeichef lässt Hermansen vor Wut vom Dienst suspendieren und erklärt ihm, dass er ihn nicht mehr bei der Polizei brauchen könne.
Der Knappe kommt kurz nachdem Hermansen weg ist im Haus der Olsenbande an und verwüstet dabei Kjells Wohnung auf der Suche nach dem Geld vollständig. Er erhält anschließend den Koffer von der ahnungslosen Nachbarin. Letztendlich entpuppt sich auch dieser Koffer als falsch. Der Polizeichef sucht nach dem Reinfall auf dem Flughafen ebenfalls die Wohnung der Jensens auf. Beim Anblick der Verwüstungen hält er diese für das Werk Hermanens, der ihn schon mehrfach dem öffentlichen Gespött preisgegeben hat.
Nach ihrer Freilassung am Flughafen täuschen Egon, Benny und Kjell eine Flucht nach Mallorca vor, indem sie am Osloer Flughafen zwar einchecken, aber tatsächlich in ein anderes Flugzeug einsteigen. Aus diesem Flugzeug wollen sie kurz nach dem Start mit Fallschirmen abspringen, um so in der Nähe von Oslo zu landen. Hermansen, der auf dem Flughafen verzweifelt über seinen Misserfolg sinniert, beobachtet dies und stiehlt einen Geländewagen der Flughafenpolizei. Er verfolgt die Olsenbande weiter, der Flugrichtung des Flugzeugs nach, auf der Landstraße, bis zur vermeintlichen Absprungstelle der Bande an einer Pferderennbahn. Dort trifft Hermansen aber nur Benny und Kjell an und nicht Egon, der an einer anderen Stelle gelandet ist. Benny und Kjell tricksen Hermansen dabei aus und stehlen dessen Geländewagen, um Egon unterwegs aufzulesen. Hermansen gibt nicht auf und setzt die Verfolgung mit einem Rennpferd fort. Er gerät in eine Polizeikontrolle, bevor er die Olsenbande in ihrem Versteck stellen kann. Sein Chef, der dazukommt, geht aber auf keine Erklärungen seines Mitarbeiters ein und lässt ihn in einer Zwangsjacke abführen. Egon, Kjell und Benny sehen dies, als sie mit dem Geländewagen vorbeifahren. Am Flughafen sollen Valborg und Basse mit dem richtigen Geldkoffer auf die Olsenbande warten, von wo aus sie mit einem späteren Flugzeug flüchten wollen. Zur selben Zeit verfolgt Jenny im Osloer Grandhotel eine Fernsehreportage über aktuelle Ankunftsverspätungen und lange Wartezeiten beim Auschecken am Osloer Flughafen. Dabei sieht sie zufällig am Bildschirm Valborg und Basse, wie diese gerade den Koffer bei einer Gepäckaufbewahrung abgeben. Sie verlässt unverzüglich das Hotel und macht sich auf zum Flughafen. Sie behauptet ihren Gepäckaufbewahrungsschein verloren zu haben und erschwindelt sich so den Geldkoffer. Der König und der Knappe schaffen es aber nicht mehr, sich aus ihrer Luxus-Suite abzusetzen, da sie ohne Geld sind und das Misstrauen des Hotelpersonals auf sich gezogen haben.
Die Olsenbande bemerkt, als sie am Flughafen ankommt, dass ihr Geld weg ist und außerdem Valborg vom vereinbarten Treffpunkt verschwunden ist. Wie sie von Basse erfahren, hat der Polizeichef sie mitgenommen, um mit ihr über die Hermansen angelasteten Vorkommnisse in ihrer Wohnung zu sprechen. Benny und Kjell geben jetzt auf und gehen mit Basse nach Hause. Egon versucht Jenny den Koffer auf der Gangway ihres Fliegers zu entreißen und wird dabei von der Flughafenpolizei verhaftet. Jenny reist mit dem Geld nach Mallorca, während König und Knappe ihre Schulden als Tellerwäscher in der Küche des Grand-Hotels in Oslo abarbeiten müssen. Der Mallorca-Trip der Olsenbande fällt damit vorerst ins Wasser. Der Polizeichef sorgt dafür, dass Kjells Wohnungseinrichtung komplett erneuert wird, da er nach wie vor Hermansen für den Verursacher der Verwüstungen hält. Valborg kann sich nun in aller Ruhe um die Vorbereitungen zu Basses Konfirmation kümmern, während Egon wieder ins Osloer Staatsgefängnis einfährt.

## Bedeutung
Mit diesem Film wurde das Handlungsschema, das die Dramaturgie auch bei den norwegischen Olsenbandenfilmen der folgenden Jahre prägte, weiter gefestigt. Mit Basses Konfirmation ist Valborg erstmals mit einer Aufgabe beschäftigt, zu der sie auch die Männer immer wieder ermahnt. Die dadurch entstehenden Konflikte sind ein typisches Merkmal der späteren Olsenbandenfilme.
Die dänische Originalversion des Filmes Die Olsenbande und ihr großer Coup wurde in Dänemark 1977 auch in Form eines Comics mit Zeichnungen von Otto Frello veröffentlicht. Während sich das 48-seitige Comicalbum damals nur schleppend verkaufte, genießt es heute einen hohen Sammlerwert. Das Album wurde 2008 im Holzhof-Verlag Dresden, anlässlich  des 40-jährigen Jubiläums der Olsenbande, mit umfangreichem Zusatz- und Hintergrundmaterial auch in deutscher Sprache publiziert.

## Kritiken
„Wer so etwas mag … - Das macht nicht so richtig Spaß. Die Schauspieler bemühen sich zwar nach Kräften, aber was ist das für ein Drehbuch, das man ihnen vorgelegt hat? Darin findet sich ja nicht nur eine einzige mündliche Pointe. Die Texte sind schwer und humorlos, es wird geredet um des Redens willen. ( … ) Außerdem werden die Konflikte zwischen der Olsenbande und ihren beiden Rivalen allmählich langweilig. ( …) Wer so etwas mag, bekommt viele schöne Bilder aus Oslo zu sehen, dank Mathis Mathiesen, der hinter der Kamera stand.“

## Filmmusik
Die instrumentale Filmmusik „Olsenbande-Titelmelodie“ und das Lied „Har du aldrig set mig nøgen“ (Hast du mich nie nackt gesehen), ein ursprünglich von Vincent Scotto komponiertes französisches Lied, wurden von den Darstellern im Film auch als Lieder gesungen und in Norwegen zudem auf einer Single-Schallplatte veröffentlicht.
- Tidens menn (Zukünftige Männer), Melodie: Bent Fabricius-Bjerre; Text: Oscar Steingrimsen – gesungen von  Arve Opsahl, Carsten Byhring, Sverre Holm, Aud Schønemann und Pål Johannessen. Der Song wurde auf der A-Seite der Single veröffentlicht: Polydor 2052 097.
- Toppgevinsten (Der große Gewinn); Melodie: Vincent Scotto und Bent Fabricius-Bjerre, Text: Magne Amdahl – gesungen von Henki Kolstad und Frank Robert. Der Song wurde auf der B-Seite der Single veröffentlicht: Polydor 2052 097.